# Delias carstensziana
Delias carstensziana is een vlindersoort uit de familie van de Pieridae (witjes), onderfamilie Pierinae.
Delias carstensziana werd in 1915 beschreven door Rothschild.